# Воронін Петро Васильович
Петро Васильович Воронін (17 жовтня 1918, село Мала Ворожба, тепер село Ворожба Сумського району Сумської області — 1996, місто Кишинів, Молдова) — молдавський радянський державний і комуністичний діяч, секретар ЦК КП Молдавії, заступник голови Ради міністрів Молдавської РСР, голова Комітету народного контролю Молдавської РСР. Член ЦК КП Молдавії в 1961—1990 роках. Кандидат у члени Бюро ЦК КП Молдавії в 1961—1962 роках. Член Бюро ЦК КП Молдавії в 1962—1987 роках. Депутат Верховної Ради Молдавської РСР 6—11-го скликань. Кандидат історичних наук (1955), доцент (1958).

## Життєпис
Народився в родині службовця. У 1940 році закінчив Полтавський державний педагогічний інститут.
У 1940 році працював вчителем школи.
З листопада 1940 до лютого 1946 року — в Червоній армії, учасник німецько-радянської війни. Служив у 16-й авіаційній школі в місті Бугуруслані, в 640-му авіаційному полку Калінінського, Західного та Брянського фронтів, у 22-й окремій авіаційній ескадрилії зв'язку Карельського фронту, в 64-му запасному авіаційному полку ВПС Московського військового округу. Член ВКП(б) з 1943 року.
У 1946—1950 роках — інструктор, заступник завідувача відділу Кишинівського міського комітету КП(б) Молдавії.
У 1950—1952 роках — секретар партійного бюро і старший викладач Кишинівського державного університету імені Леніна.
У 1952 році закінчив Вищу партійну школу при ЦК ВКП(б).
У 1952—1954 роках — завідувач сектору ЦК КП Молдавії.
У 1954—1955 роках — аспірант інституту підвищення кваліфікації викладачів Київського державного університету імені Шевченка.
У 1955—1959 роках — завідувач відділу пропаганди та агітації Кишинівського міського комітету КП Молдавії; завідувач відділу організаційно-партійної роботи Кишинівського міського комітету КП Молдавії.
У 1959—1960 роках — заступник завідувача відділу партійних органів ЦК КП Молдавії.
У 1960 — грудні 1962 року — завідувач відділу партійних органів ЦК КП Молдавії.
7 грудня 1962 — 22 грудня 1965 року — секретар ЦК КП Молдавії.
Одночасно, 22 грудня 1962 — 22 грудня 1965 року — голова Комітету партійно-державного контролю ЦК КП Молдавії та РМ Молдавської РСР — заступник голови Ради міністрів Молдавської РСР.
22 грудня 1965 — 26 лютого 1987 року — голова Комітету народного контролю Молдавської РСР. 
З 1987 року — на пенсії в місті Кишиневі.
Помер у 1996 році.

## Звання
- лейтенант
- капітан

## Нагороди
- орден Жовтневої Революції
- орден Вітчизняної війни ІІ ст. (1985)
- три ордени Трудового Червоного Прапора
- орден «Знак Пошани»
- орден Червоної Зірки (6.05.1965)
- медаль «За перемогу над Німеччиною у Великій Вітчизняній війні 1941—1945 рр.» (1945)
- медалі